# Isaak-Viktoriia-Klasse
Die Isaak-Viktoriia-Klasse war eine Klasse von zwei 66-Kanonen-Linienschiffen der Baltischen Flotte der Kaiserlich Russischen Marine, die zwischen 1719 und 1739 in Dienst stand.

## Einheiten
| Name                             | Bauwerft                            | Kiellegung        | Stapellauf      | Verbleib              |
| -------------------------------- | ----------------------------------- | ----------------- | --------------- | --------------------- |
| Isaak-Viktoriia (Исаак-Виктория) | Admiralitätswerft, Sankt Petersburg | 15. Juli 1716     | 30. Mai 1719    | abgebrochen nach 1739 |
| Astrachan (Астрахань)            | Admiralitätswerft, Sankt Petersburg | 26. Dezember 1716 | 2. Oktober 1720 | abgebrochen nach 1736 |

## Technische Beschreibung
Die Klasse war als Batterieschiff mit zwei durchgehenden Geschützdecks konzipiert und hatte eine Länge von 46,03 Metern (Geschützdeck), eine Breite von 12,80 Metern und einen Tiefgang von 5,20 Metern. Sie war ein Rahsegler mit drei Masten (Fockmast, Großmast und Kreuzmast). Der Rumpf schloss im Heckbereich mit einem Heckspiegel, in den Galerien integriert waren, die in die seitlich angebrachten Seitengalerien mündeten.
Die Bewaffnung der Klasse bestand aus 66 Kanonen.
|        | Unteres Batteriedeck | Oberes Batteriedeck | Backdeck       | Achterdeck     | Kanonen (Geschossgewicht) |
| ------ | -------------------- | ------------------- | -------------- | -------------- | ------------------------- |
| Design | 26 × 24-Pfünder      | 24 × 12-Pfünder     | 16 × 6-Pfünder | 16 × 6-Pfünder | 66 Kanonen (249,18 kg)    |